# Vetrinj
Vetrinj (nemško Viktring) je naselje in trinajsti okraj Celovca, glavnega mesta avstrijske zvezne dežele Koroške.
Okraj Vetrinj, ki leži na dvojezičnem območju na Celovškem polju, se razprostira na močvirni ravnici ob Vrbskem jezeru na površini 18,67 km² in po podatkih iz leta 2006 šteje 7536 prebivalcev.
Naselje Vetrinj s približno 4000 prebivalci leži približno 6 km južno od Celovca. 
Stara naselbina se prvič omenja že v 9. stoletju z imenom Vitrino. Kraj je znan predvsem po poslopju nekdanjega cistercijanskega samostana (Cistercijanska opatija Vetrinj), ustanovlejnega 1142, ki ga je 1786 odpravil Jožef II. V samostanu je v 14. stoletju bival opat Janez Vetrinjski, ki je opisal obred ustoličenja vojvod na Gosposvetskem polju. V delu samostana sta brata Johann in Christoph Moro leta 1788 uredila tekstilno tovarno, ki se je 1897 razširila na celoten nekdanji samostan. Tovarna v nemški lasti je v nekoč popolnoma slovensko govoreči vasi sprožila procese ponemčevanja.
V zgradbi od leta 1977 deluje gimnazija, samostanska cerkev pa je v lasti župnije Vetrinj.
Na Vetrinjskem polju se je po koncu vojne maja 1945 izoblikovalo tudi begunsko taborišče, kamor so se pred jugoslovansko armado umaknili civilisti in pripadniki protikomunističnih enot iz Jugoslavije (četniki, ustaši, hrvaški domobrani, slovenski domobranci in belogardisti). Iz tega taborišča so Britanci v Slovenijo (takrat Jugoslavijo) vrnili pripadnike vojaških formacij, ki so nato večinoma končali kot žrtve povojnih pobojev, in civiliste. Taborišče samo je nato obstajalo do 1950.

## Vetrinjski umetniški krog
Vetrinjski umetniški krog (nemško Viktringer Künstlerkreis) je bila svobodna skupina umetnikov, ki se je v 19. stoletju združila okoli podjetniške družine Moro s sedežem v Vetrinju. Razlikuje se med starejšim krogom umetnikov, ki je bil osredotočen na Eduarda von Moro s   koroško-slovenskim pokrajinskim slikarjom Markom Pernhartom , in mlajšim krogom umetnikov, ki je bil osredotočen na Eduardovo vnukinjo Sophie von Moro. 